# Ceratopogon relictus
Ceratopogon relictus är en tvåvingeart som beskrevs av Art Borkent och Eileen D. Grogan 1995. Ceratopogon relictus ingår i släktet Ceratopogon och familjen svidknott.
Artens utbredningsområde är Kalifornien. Inga underarter finns listade i Catalogue of Life.